# Leptosphaerulina potentillae
Leptosphaerulina potentillae är en lavart som först beskrevs av E. Müll., och fick sitt nu gällande namn av Crivelli 1983. Leptosphaerulina potentillae ingår i släktet Leptosphaerulina, ordningen Pleosporales, klassen Dothideomycetes, divisionen sporsäcksvampar och riket svampar.   Inga underarter finns listade i Catalogue of Life.